# Calocedrus decurrens
Calocedrus decurrens és una espècie de conífera de la família de les cupressàcies que es distribueix per l'oest dels Estats Units i el nord-oest de Mèxic. És un arbre perenne que es troba sobre sòls àcids a boscos de pi groc.
En català es coneix com a libocedre, cedre d'encens, cedre de Califòrnia i xiprer desmai.

## Galeria

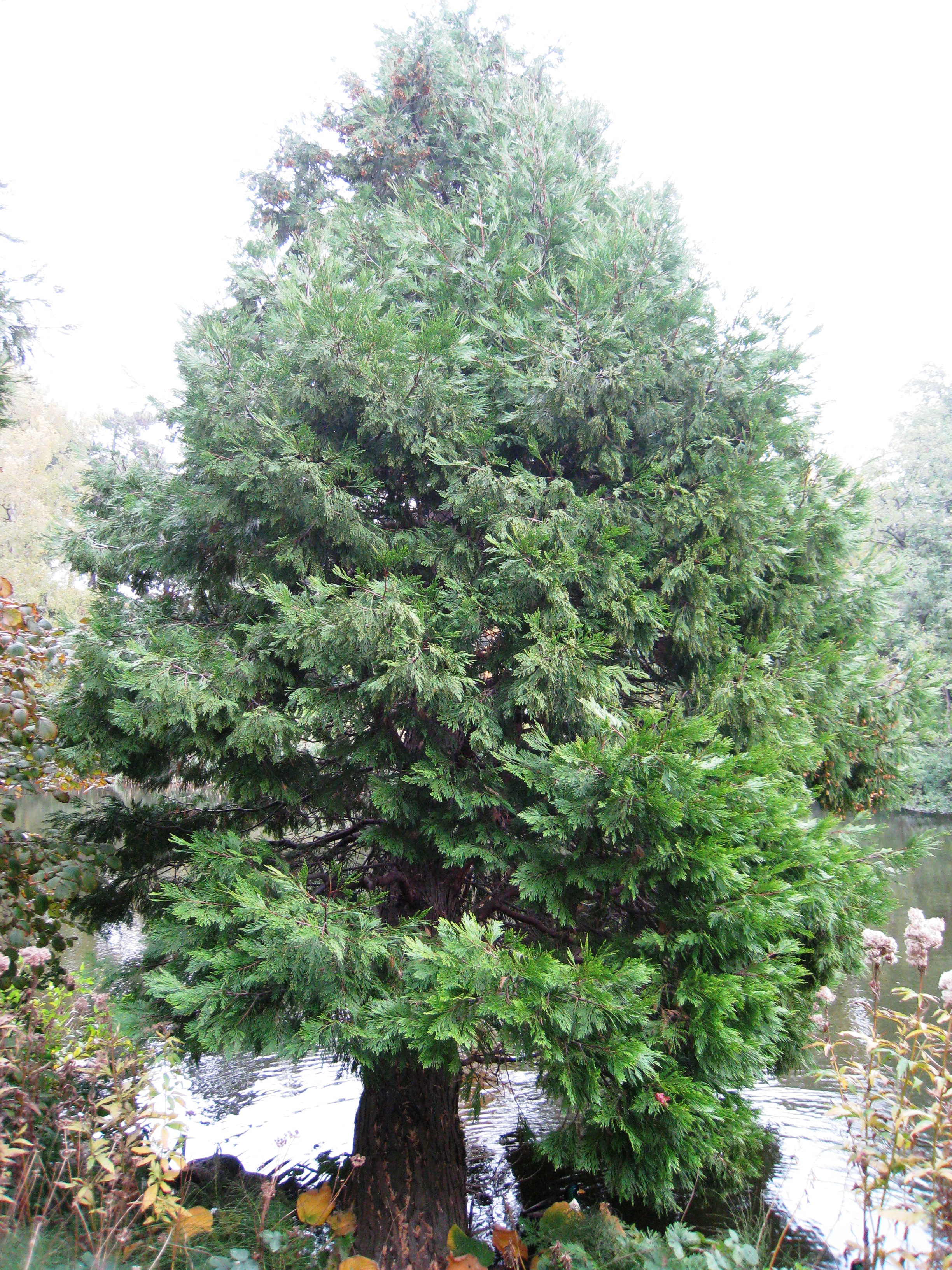
Vista general d'un exemplar mitjà.
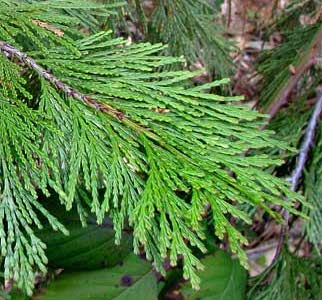
Una branca "aplanada".
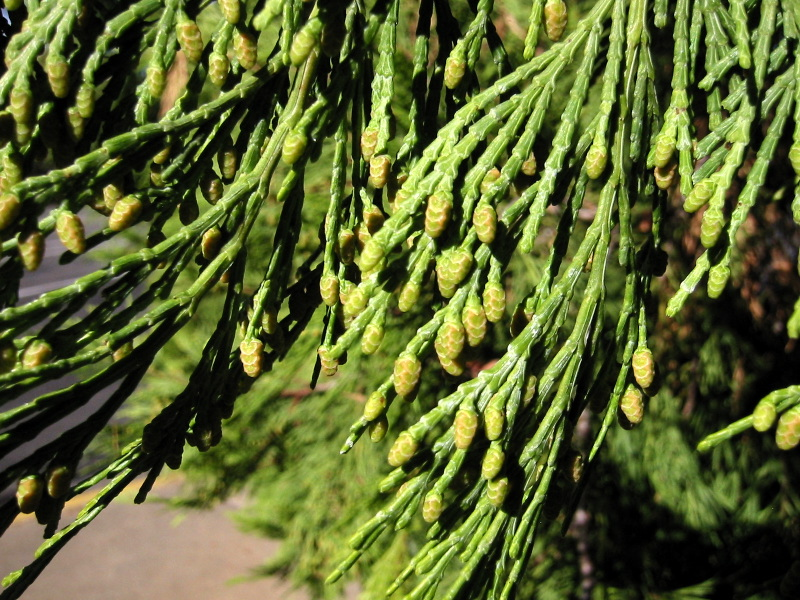
fulles i cons masculins.
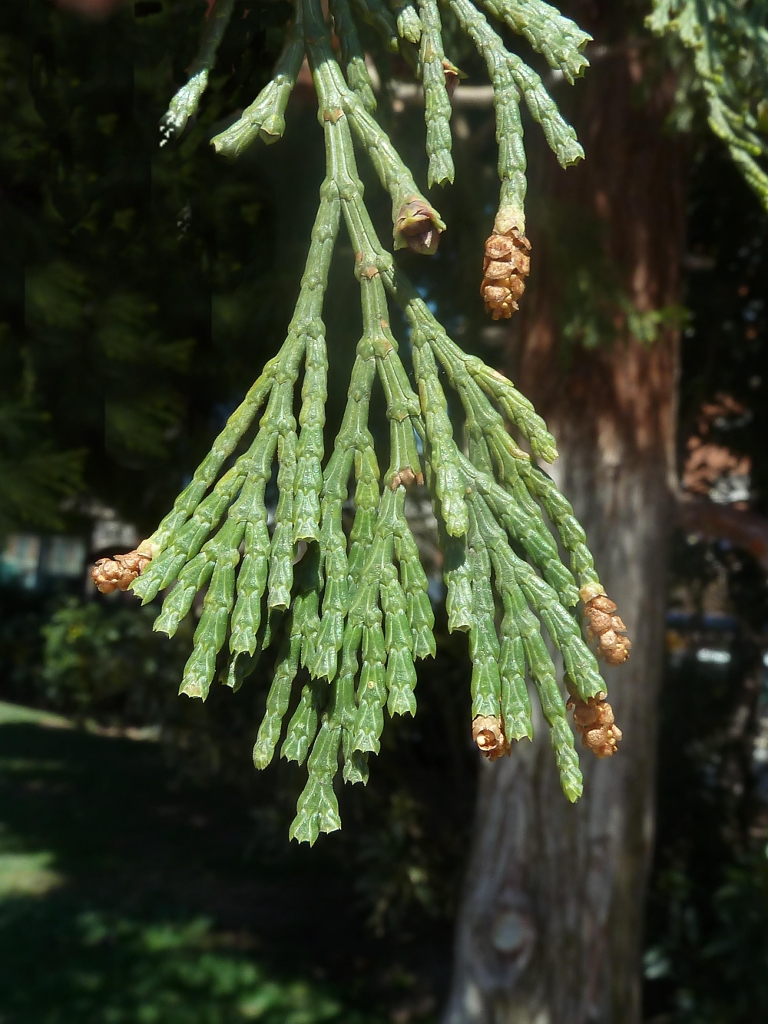
Branca amb cons masculins i femenins.
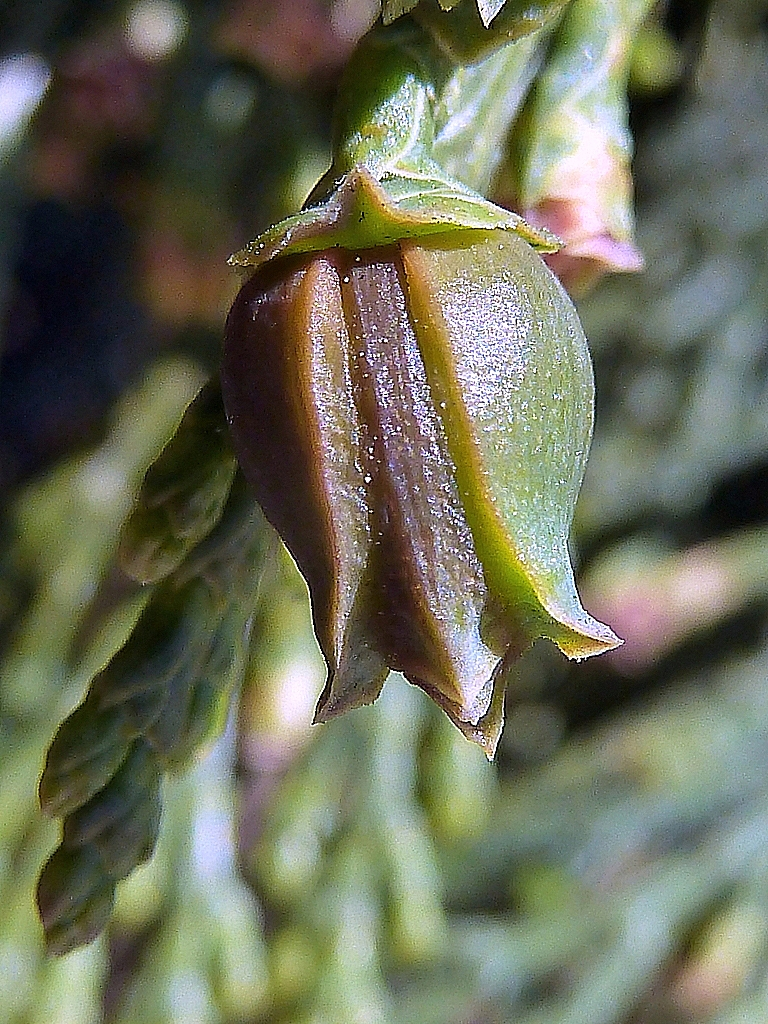
Con femení en fructificació incipient.
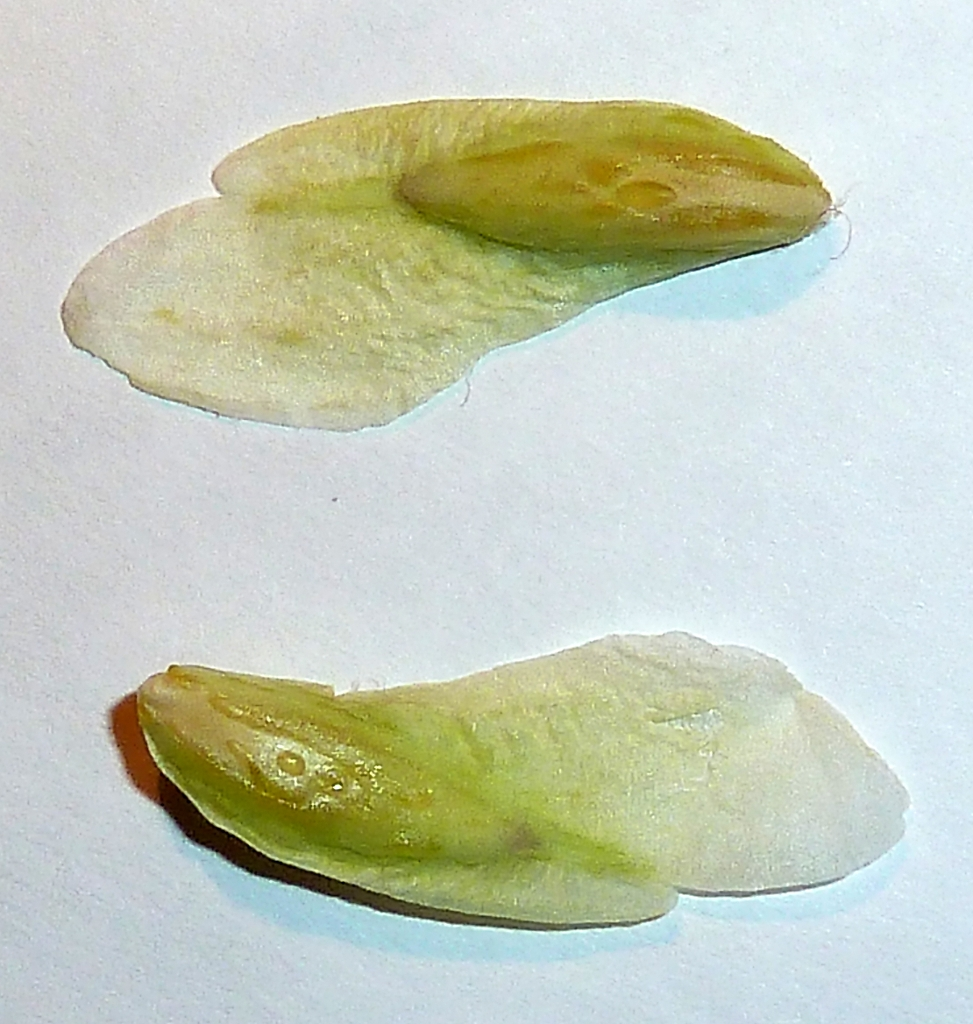
Llavors alades immadures.
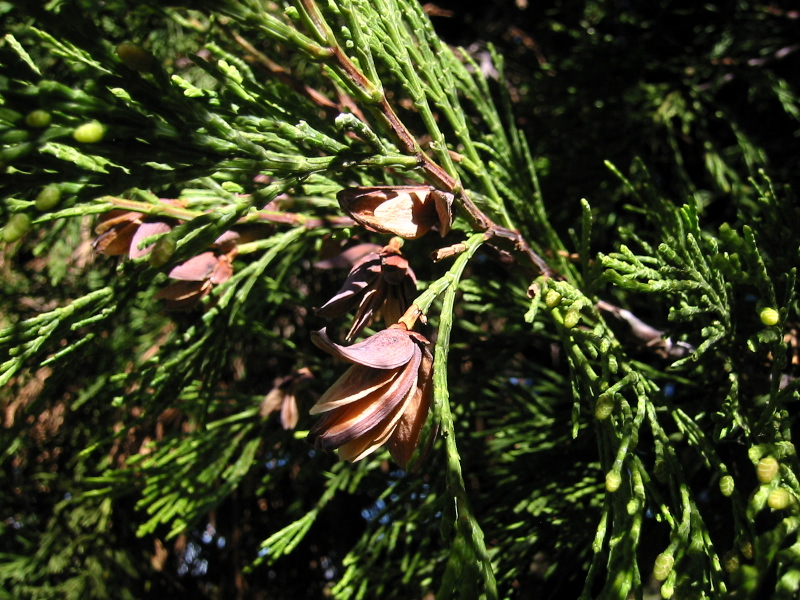
Cons femenins oberts in situ.
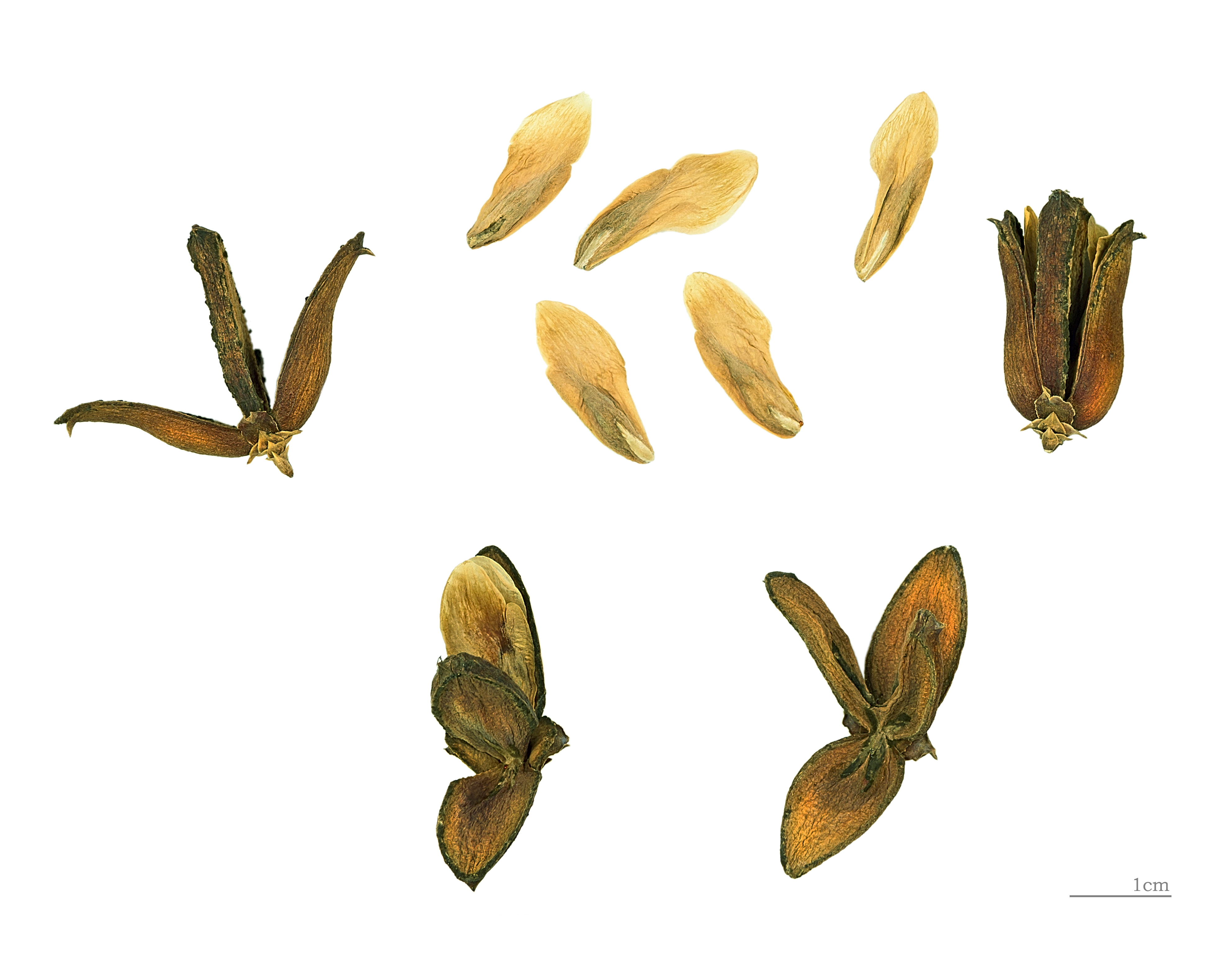
Cons i llavors madurs.
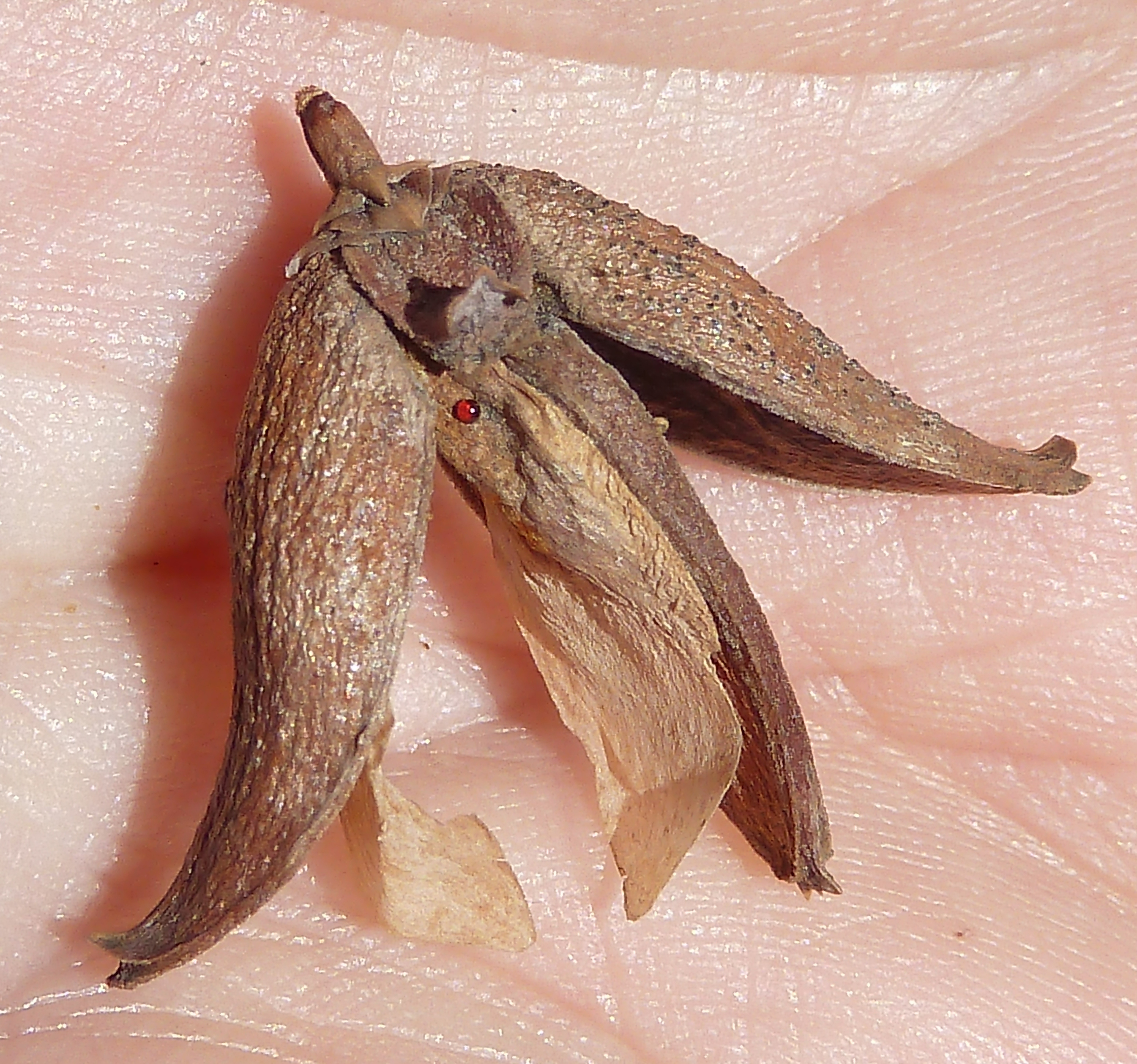
Fruit madur obert amb llavors alades in situ.
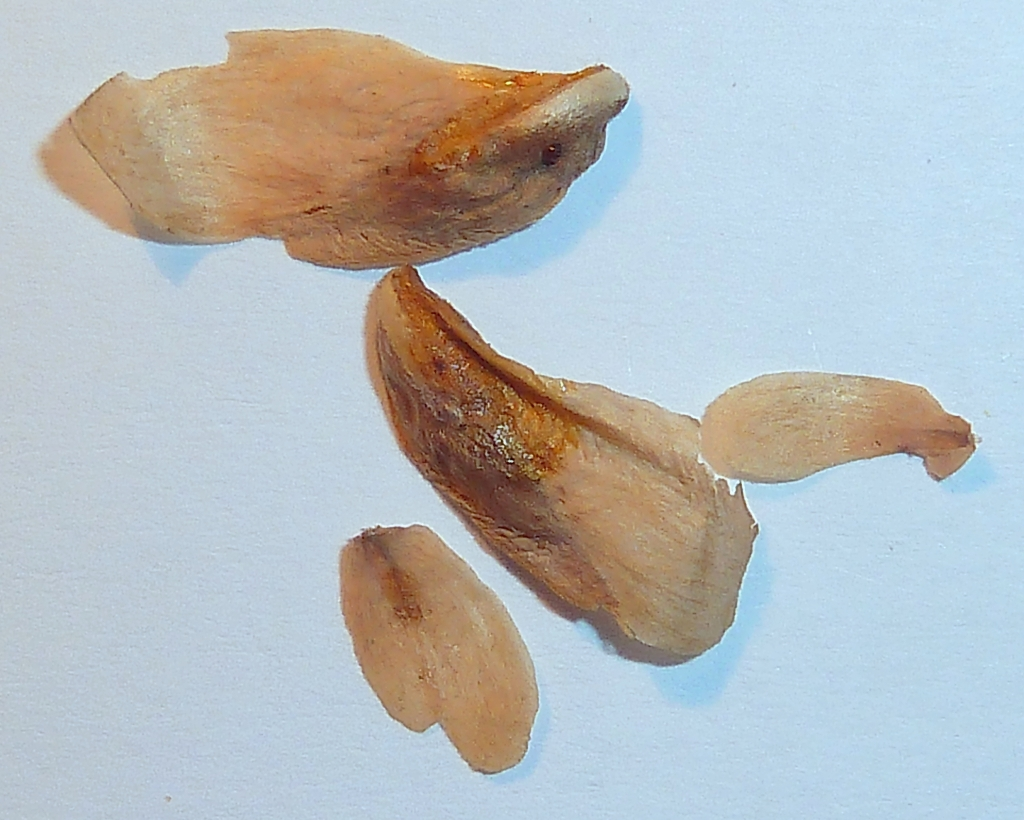
Llavors alades soltes.